# Celia Brañas
Celia Brañas Fernández Miranda (La Coruña, 20 de mayo de 1880-12 de junio de 1948) fue una científica española, considerada una pionera en la incorporación de la mujer a la cultura científica.

## Trayectoria
Fue hija de Consuelo Fernández Miranda y del periodista, escritor y farmacéutico Gonzalo Brañas Sánchez-Boado. Su hermanoy fue el también científico Gonzalo Brañas Fernández. Comenzó a trabajar en 1908 cómo profesora auxiliar en la Escuela Normal de La Coruña. En 1911, se convirtió en profesora titular y fue directora de la escuela en varias ocasiones hasta su jubilación en 1946.
En 1919, Brañas participó como ponente en el Primer Congreso de Estudios Gallegos, organizado por el Instituto de Estudios Gallegos de La Coruña, en el que defendió el tema de la importancia que para la región gallega tendría la creación de una estación de biología marina en La Coruña y los medios prácticos para establecerla. Un año más tarde, logró que el Museo Nacional de Ciencias Naturales de Madrid organizara un curso de biología marina en La Coruña. Este curso fue el precursor de la creación en 1932 de la estación biológica de Marín. En 1922, obtuvo una pensión de la Junta para Ampliación de Estudios e Investigaciones Científicas (JAE) de dos meses para hacer prácticas de Histología en los laboratorios del Museo Nacional de Ciencias Naturales. Fue también vocal del patronato local de formación profesional en La Coruña.